# Sharpsburg, Kentucky
Sharpsburg är en ort i Bath County i delstaten Kentucky, USA.